# Kwon Soon-woo
Kwon Soon-woo (kor. 권순우; ur. 2 grudnia 1997 w Sangju) – południowokoreański tenisista, reprezentant kraju w Pucharze Davisa.

## Kariera tenisowa
W grze pojedynczej wygrał dwa turnieje rangi ATP Tour.
Podczas swojej kariery zwyciężył w trzech singlowych turniejach rangi ATP Challenger Tour. Ponadto wygrał pięć singlowych oraz dwa deblowe turnieje rangi ITF.
W rankingu gry pojedynczej najwyżej był na 52. miejscu (1 listopada 2021), a w klasyfikacji gry podwójnej na 224. pozycji (19 grudnia 2022).

### Finały w turniejach ATP Tour
| Legenda                                      |
| -------------------------------------------- |
| Wielki Szlem                                 |
| Igrzyska olimpijskie                         |
| Tennis Masters Cup / ATP Finals              |
| ATP Masters Series / ATP Tour Masters 1000   |
| ATP International Series Gold / ATP Tour 500 |
| ATP International Series / ATP Tour 250      |

#### Gra pojedyncza (2–0)
| Końcowy wynik | Nr | Data             | Turniej    | Nawierzchnia  | Przeciwnik            | Wynik finału     |
| ------------- | -- | ---------------- | ---------- | ------------- | --------------------- | ---------------- |
| Zwycięzca     | 1. | 26 września 2021 | Nur-Sułtan | Twarda (hala) | James Duckworth       | 7:6(6), 6:3      |
| Zwycięzca     | 2. | 14 stycznia 2023 | Adelaide   | Twarda        | Roberto Bautista-Agut | 6:4, 3:6, 7:6(4) |

### Zwycięstwa w turniejach ATP Challenger Tour w grze pojedynczej
| Końcowy wynik | Nr | Data           | Turniej  | Nawierzchnia  | Przeciwnik      | Wynik finału |
| ------------- | -- | -------------- | -------- | ------------- | --------------- | ------------ |
| Zwycięzca     | 1. | 3 marca 2019   | Jokohama | Twarda        | Oscar Otte      | 7:6(4), 6:3  |
| Zwycięzca     | 2. | 5 maja 2019    | Seul     | Twarda        | Max Purcell     | 7:5, 7:5     |
| Zwycięzca     | 3. | 21 lutego 2021 | Biella   | Twarda (hala) | Lorenzo Musetti | 6:2, 6:3     |